# Mastná kyselina
Jako mastné kyseliny se v biochemii označují vyšší monokarboxylové kyseliny. Mastné kyseliny lze dělit podle různých kritérií – například podle délky řetězce nebo nasycení.
První je izoloval roku 1818 francouzský chemik M. E. Chevreul.
S některými alkoholy tvoří estery: esterifikací s glycerolem vznikají tuky, zatímco esterifikací s cetylalkoholem, cerylalkoholem a myristylalkoholem (méně často také dalšími mastnými alkoholy) vznikají vosky.

## Výskyt a charakteristika
Proces biologické syntézy mastných kyselin je v zásadě podobný beta-oxidaci, ale enzymatický aparát, buněčná lokalizace i detaily jednotlivých reakcí se liší. V přírodě se vyskytující mastné kyseliny mají většinou sudý počet uhlíkových atomů, protože jejich biosyntéza probíhá adicí acetátu, který má dva uhlíky. Průmyslově se vyrábějí hydrolýzou esterových vazeb v tucích.
Mastné kyseliny jsou součástí mnoha biologicky důležitých látek:
- V organismech mají strukturní funkci v buněčné membráně (fosfolipidy membrán).
- Glykolipidy mají důležitou funkci v nervové tkáni.
- Lipidy mají také zásobní funkci: Ze všech živin jsou to nejvydatnější zdroje energie.
- Eikosanoidy, deriváty eikosa-polyenových mastných kyselin, tedy látky jako prostaglandiny, leukotrieny nebo thromboxany, jsou vnitrobuněčné signalizační molekuly (tzv. autokrinní), které ovlivňují svalový stah, srážení krve, bolest či například zánět.[2]

## Délka řetězce
- s krátkým řetězcem (SCFA) – méně než 6 atomů uhlíku (2 až 5 uhlíků)

- se středně dlouhým řetězcem (MCFA) – 6 až 11 atomů uhlíku
- s dlouhým řetězcem (LCFA) – 12 až 20 atomů uhlíku
- s velmi dlouhým řetězcem (VLCFA) – více než 20 atomů uhlíku[1]

Mastné kyseliny s krátkým a středně dlouhým řetězcem, které se odštěpily v procesu trávení z molekuly triacylglycerolu, jsou rozpustné ve vodě. Vstřebávají se přímo do krve a portální žilou postupují do jater, kde se využívají především jako zdroj energie. S rostoucí délkou řetězce mastných kyselin klesá rozpustnost ve vodě. Proto jsou mastné kyseliny s dlouhým řetězcem transportovány v organismu přes lymfatický systém do centrálních žil ve formě lipoproteinových komplexů. V některých pramenech se můžeme setkat se zařazením kyseliny laurové s 12 uhlíky mezi mastné kyseliny se středně dlouhým řetězce, což se často využívá u řady argumentací v souvislosti s kokosovým olejem. Podíl mastných kyselin absorbovaných prostřednictvím lymfatického systému se zvyšuje s délkou uhlovodíkového řetězce. Kyselina kaprylová (8 uhlíků) byla bilančně z celkového příjmu zjištěna v lymfatickém systému jen ze 7,3 %, kyselina kaprinová (10 uhlíků) z 26,3 %, zatímco kyselina laurová (12 uhlíků) z 81,7 %. To ukazuje na skutečnost, že kyselina laurová se chová více jako mastná kyselina s dlouhým řetězcem, kam ji mimo jiné řadí i Evropský úřad pro bezpečnost potravin EFSA.

## Přehled zástupců

### Nasycené mastné kyseliny (SAFA)
Nasycené mastné kyseliny (SAturated Fatty Acids) neobsahují v řetězci žádnou dvojnou vazbu. Tvoří dlouhé přímé řetězce. Zvláště v živočišných tucích je velké množství nasycených mastných kyselin jako energetická rezerva. Vyskytují se také v palmovém oleji.
Příklady nasycených mastných kyselin
- kyselina kaprylová (CH3(CH2)6COOH)
- kyselina kaprinová (CH3(CH2)8COOH)
- kyselina laurová (CH3(CH2)10COOH)
- kyselina myristová (CH3(CH2)12COOH)
- kyselina palmitová (CH3(CH2)14COOH)
- kyselina stearová (CH3(CH2)16COOH)
- kyselina arachidová (CH3(CH2)18COOH)
- kyselina lignocerová (CH3(CH2)22COOH)

Nasycené mastné kyseliny s dlouhým a velmi dlouhým řetězcem jsou z jater na periferii distribuovány navázány v lipoproteinech VLDL (very low density lipoprotein). Tato malá částice obsahuje také velké množství cholesterolu. Tím nasycené mastné kyseliny prokazatelně zvyšují hladinu cholesterolu v krvi a je možno pokládat je za atherogenní.
Nasycené mastné kyseliny s krátkým a středním řetězcem se vstřebávají přímo, jsou zdrojem energie a nevytváří v těle zásobní tuky.

### Nenasycené mastné kyseliny

#### Mononenasycené mastné kyseliny (MUFA)
Mononenasycené mastné kyseliny (Mono Unsaturated Fatty Acids), monoenové mastné kyseliny obsahují ve svém řetězci jednu dvojnou vazbu.
Příklady mononenasycených mastných kyselin
- kyselina palmitoolejová (CH3(CH2)5CH=CH(CH2)7COOH)
- kyselina olejová – cis izomer (CH3(CH2)7CH=CH(CH2)7COOH)
- kyselina elaidová – trans izomer (CH3(CH2)7CH=CH(CH2)7COOH)
- kyselina eruková (CH3(CH2)7CH=CH(CH2)11COOH)
- kyselina nervonová (CH3(CH2)7CH=CH(CH2)13COOH)

#### Polynenasycené mastné kyseliny (PUFA)
Polynenasycené mastné kyseliny (PolyUnsaturated Fatty Acids), polyenové mastné kyseliny, mají v řetězci více než jednu dvojnou vazbu. Patří mezi ně i tzv. esenciální mastné kyseliny, které je nutno přijímat potravou. Esenciální mastné kyseliny jsou nutným substrátem pro syntézu prostaglandinů a dalších biologicky aktivních látek.
Příklady polynenasycených mastných kyselin
- kyselina linolová – esenciální
- kyselina γ-linolenová
- kyselina α-linolenová – esenciální
- kyselina arachidonová – esenciální pro kočkovité šelmy
- kyselina klupadonová
- kyselina eikosapentaenová (zkráceně EPA)
- kyselina dokosahexaenová (zkráceně DHA)

Některé polyenové mastné kyseliny snižují množství LDL v krvi a tak pomáhají snižovat hladinu cholesterolu (hlavně omega-3 nenasycené mastné kyseliny).

#### Cis-trans izomerie

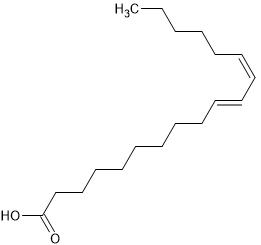
Rozdíl ve struktuře nenasycené mastné kyseliny podle cis/trans izomerie: na 9. uhlíku (od karboxylové skupiny) je vazba v konfiguraci cis, na 12. uhlíku trans

Většina přírodních nenasycených mastných kyselin se vyskytuje v konfiguraci cis. Trans izomery (transmastné kyseliny, TFA nebo TRANS) se vyskytují hlavně ve ztužených tucích a ve velmi malém množství v tuku přežvýkavců.
Cis-mononenasycené kyseliny zrychlují odbouráváni lipoproteinů LDL (low density lipoprotein), snižují tak hladinu cholesterolu v krvi. Naproti tomu trans-mastné kyseliny prokazatelně hladinu cholesterolu zvyšují a zvyšují tak riziko aterosklerózy. Světová zdravotnická organizace (WHO) dokonce v květnu 2018 vyzvala světové vlády, aby podstatně omezily obsah trans-mastných kyselin v potravinách, neboť mají na celém světě na svědomí asi 500 tisíc předčasných úmrtí ročně.

#### Omega-n nenasycené mastné kyseliny
Jedná se o nenasycené mastné kyseliny s dvojnou vazbou vycházející z uhlíku číslo n (číslováno od konce kyseliny).
Omega-3 mastné kyseliny
- kyselina α-linolenová
- kyselina stearidonová

Omega-6 mastné kyseliny
- kyselina linolová
- kyselina γ-linolenová
- kyselina arachidonová

Omega-9 mastné kyseliny
- kyselina olejová
- kyselina eruková
- kyselina nervonová

## Vliv na zdraví
Nasycené mastné kyseliny ve 20. století získaly neprávem status škodlivých, nicméně jejich častá nebo nadměrná konzumace není dietology doporučována.
Nyní se ukazuje, že druhy savců, které v tukové tkáni častěji ukládají nasycené mastné kyseliny, žijí déle.  Také závisí na tom, o jaké nasycené mastné kyseliny jde.